# 허큘리스자리 14
허큘리스자리 14는 허큘리스자리에 있는, 지구에서 약 59광년 떨어진 곳에 있는 오렌지색 왜성이다. 이 별은 맨눈으로 보이지 않는다. 다른 항성 목록에는 글리제 614로 등재되어 있다.
1998년 허큘리스자리 14를 도는 외계 행성 한 개가 발견되었는데, 이 행성의 이름은 허큘리스자리 14 b로 지어졌다. 이 행성은 이심률이 크고 약 4.8년의 주기를 갖는 궤도를 그리면서 모항성을 돌고 있다. 2006년 두 번째 행성의 존재가 제기되었고, 이 행성에는 허큘리스자리 14 c의 명칭이 부여되었다. 이 행성의 제원은 확실하지 않지만, 최근 분석에 의하면 이 행성은 안쪽을 도는 b와 4대 1의 궤도공명 상태를 보이고 있으며 공전 주기는 19년, 어머니 항성으로부터의 거리는 6.9 천문단위로 추측하고 있다.
| 동반 천체 (가까운 천체순) | 질량 (MJ)    | 공전주기 (일) | 공전궤도 반지름 (AU) | 이심률        |
| ------------------------- | ------------ | ------------- | -------------------- | ------------- |
| b                         | >4.64 ± 0.19 | 1773.4 ± 2.5  | 2.77 ± 0.05          | 0.369 ± 0.005 |
| c                         | >2.1         | 6906 ± 60     | 6.9                  | 0             |

## 같이 보기
- 외계 행성이 확인된 항성 목록